# Pascal Lacroix
Pour les articles homonymes, voir Lacroix.
Pas d'image ? Cliquez ici

a Compétitions nationales et continentales officielles uniquement.

Pascal Lacroix, né le 2 mars 1967 à Nogaro (Gers), est un ancien joueur de rugby à XV français, évoluant au poste de centre.
Quand le rugby n'est pas encore professionnel, il exerce également la profession de kinésithérapeute associé à son frère jumeau Thierry, international, qui est souvent absent. Pascal Lacroix s'occupe donc davantage du cabinet que de rugby à XV.
Il exerce à temps plein l'activité de masseur-kinésithérapeute sur la région de Dax.

## Carrière

### En club
- Saint-Paul Sports Rugby
- ? -1995 : US Dax

## Palmarès

### En club
- Finaliste du Challenge Yves du Manoir en 1988 (avec Dax, et avec T. Lacroix)

### En équipe de France
- International universitaire : champion du monde en 1992